# Bingula
Bingola (szerbül Bingula / Бингула) település Szerbiában, a Vajdaságban, a Szerémségi körzetben, Šid községben.

## Fekvése
A Fruska-Gora alatt, Erdővég és Csála közt fekvő település.

## Története
A trianoni békeszerződés előtt Szerém vármegye Újlaki járásához tartozott.
1910-ben 1683 lakosából 217 magyar, 520 szlovák, 678 szerb volt. Ebből 359 római katolikus, 619 evangélikus, 684 görög keleti ortodox volt.

## Demográfiai változások
| 1948 | 1953 | 1961 | 1971 | 1981 | 1991 | 2002 |
| ---- | ---- | ---- | ---- | ---- | ---- | ---- |
| 1116 | 1200 | 1244 | 1119 | 1025 | 915  | 906  |